# Centro Nacional para la Información Biotecnológica
El Centro Nacional para la Información Biotecnológica (en inglés: National Center for Biotechnology Information [NCBI]) es parte de la Biblioteca Nacional de Medicina de Estados Unidos, una rama de los Institutos Nacionales de Salud (NIH). Está localizado en Bethesda y fue fundado el 4 de noviembre de 1988 con la misión de ser una importante fuente de información de biología molecular. Almacena y constantemente actualiza la información referente a secuencias genómicas en GenBank, un índice de artículos científicos referentes a biomedicina, biotecnología, bioquímica, genética y genómica en PubMed, una recopilación de enfermedades genéticas humanas en OMIM, además de otros datos biotecnológicos de relevancia en diversas bases de datos.
Todas las bases de datos del NCBI están disponibles en línea de manera gratuita, y son accesibles usando el buscador Entrez.
El NCBI ofrece además algunas herramientas bioinformáticas para el análisis de secuencias de ADN, ARN y proteínas, siendo BLAST una de las más usadas.
NCBI alberga genoma secuenciado en GenBank, y un índice de los artículos biomédicos de investigación en PubMed Central y PubMed, así como otra información relevante a la biotecnología. Todas estas bases de datos son accesibles en línea con el motor de búsqueda de Entrez.
El NCBI  dirigido por David Lipman, uno de los autores originales del programa de alineación de secuencias BLAST y una figura extensamente respetada en bioinformática. También dirige un programa de investigación intramuros, incluyendo grupos dirigidos por Stephen Altschul (otro coautor de BLAST), David Landsman, y Eugene Koonin (autor prolífico sobre genómica comparativa). David Landsman se retiró de su cargo en 2017.

## GenBank
El NCBI ha tenido la responsabilidad de hacer accesible la base de datos de secuencias de ADN de GenBank desde 1992. GenBank se coordina con laboratorios individuales y otras bases de datos de secuencias tales como las del European Molecular Biology Laboratory (EMBL) y la Base de Datos de ADN de Japón (DDBJ).
Desde 1992, NCBI ha crecido para proporcionar otras bases de datos además de GenBank. NCBI proporciona Herencia Mendeliana en el Hombre en línea, la Molecular Modeling Database (estructuras 3D de proteínas), dbSNP (una base de datos de polimorfismos de nucleótidos simples, la Unique Human Gene Sequence Collection, un mapa de genes del genoma humano, un buscador taxonómico, y se coordina con el Instituto Nacional del Cáncer para proporcionar el Cancer Genome Anatomy Project. El NCBI asigna un identificador único (número de identificación de la taxonomía) a cada especie de organismo.

## Estantería de libros de  NCBI
NCBI Bookshelf es una colección de versiones en línea, de libre acceso y descargables, de libros biomédicos seleccionados. La estantería cubre una amplia gama de temas que incluyen biología molecular, bioquímica, biología celular, genética, microbiología, estados patológicos desde un punto de vista molecular y celular, métodos de investigación y virología . Algunos de los libros son versiones en línea de libros publicados anteriormente, mientras que otros, como Coffee Break, están escritos y editados por el personal de NCBI. Bookshelf es un complemento del repositorio Entrez PubMed de publicaciones revisadas por pares.

## Herramienta básica de búsqueda de alineación local (BLAST)
BLAST es un algoritmo utilizado para calcular la similitud de secuencia entre secuencias biológicas como secuencias de nucleótidos de ADN y secuencias de aminoácidos de proteínas. BLAST es una herramienta poderosa para encontrar secuencias similares a la secuencia de consulta dentro del mismo organismo o en diferentes organismos( alineamiento de secuencias). Busca la secuencia de consulta en las bases de datos y servidores de NCBI y envía los resultados al navegador de la persona en el formato elegido. Las secuencias de entrada al BLAST están principalmente en formato FASTA o Genbank, mientras que la salida se puede entregar en una variedad de formatos como HTML, formato XML y texto sin formato. HTML es el formato de salida predeterminado para la página web de NCBI. Los resultados de NCBI-BLAST se presentan en formato gráfico con todos los aciertos encontrados, una tabla con identificadores de secuencia para los aciertos que tienen datos relacionados con la puntuación, junto con las alineaciones para la secuencia de interés y los aciertos recibidos con puntuaciones BLAST análogas para estos.

## Entrez
El sistema de búsqueda cruzada de bases de datos de Entrez Global Query se utiliza en NCBI para todas las bases de datos principales, como secuencias de nucleótidos y proteínas, estructuras de proteínas, PubMed, taxonomía, genomas completos, OMIM y muchas otras. [10] Entrez es un sistema de indexación y recuperación que tiene datos de varias fuentes para la investigación biomédica. NCBI distribuyó la primera versión de Entrez en 1991, compuesta por secuencias de nucleótidos de PDB y GenBank., secuencias de proteínas de SWISS-PROT, GenBank,  PRF, PDB traducidos y resúmenes y citas asociados de PubMed. Entrez está especialmente diseñado para integrar los datos de varias fuentes, bases de datos y formatos diferentes en un modelo de información uniforme y un sistema de recuperación que puede recuperar de manera eficiente las referencias, secuencias y estructuras relevantes.

## Gene
Gene se ha implementado en NCBI para caracterizar y organizar la información sobre genes. Sirve como un nodo principal en el nexo del mapa genómico, expresión, secuencia, función de la proteína, estructura y datos de homología. Se asigna un GeneID (identidad) único a cada registro genético que se puede seguir a través de ciclos de revisión. Los registros de genes para genes conocidos o predichos se establecen aquí y están demarcados por posiciones de mapa o secuencias de nucleótidos. Gene tiene varias ventajas sobre su predecesor, LocusLink, que incluyen una mejor integración con otras bases de datos en NCBI, un alcance taxonómico más amplio y opciones mejoradas de consulta y recuperación proporcionadas por el sistema Entrez.